# Salad Days
Salad Days es el último EP de la banda estadounidense de hardcore punk Minor Threat. Fue lanzado en 1985 por la discográfica Dischord. Éste EP es muy diferente a los anteriores, ya que sus canciones son mucho más lentas.

## Listado de canciones
1. "Stumped" - 1:55
2. "Good Guys Don't Wear White" (Ed Cobb) - 2:14
3. "Salad Days" - 2:46

## Créditos
- Ian MacKaye – voces
- Lyle Preslar – guitarra
- Brian Baker – bajo
- Jeff Nelson – batería
- Glen E. Friedman – fotografía

- Datos: Q81532